# CN Tower
Turnul Național Canadian (în engleză Canadian National Tower, prescurtat CN Tower; în franceză la Tour Nationale du Canada), situat în Toronto, Canada, este un turn de telecomunicații de 553,33 metri înălțime. De la terminarea sa, în 1976, a fost cea mai înaltă structură din lume pentru o perioadă de 34 de ani.
Turnul este amplasat în Harbour Front, dominând portul orașului Toronto, capitala statului Ontario.
Este considerat simbolul orașului (precum și unul dintre simbolurile Canadei) și atrage anual în jur de 2 milioane de turiști străini.
A fost construit între anii 1973–1976, fiind actualmente a treia cea mai înaltă structură nesusținută din lume, după turnul de televiziune din Guangzhou (600 m) și Burj Khalifa (828). Înălțimea sa este echivalentă cu a unei clădiri cu 181 de etaje. Are o podea de sticlă ce poate rezista unei presiuni de 4 100 de kilopascali.
Principalul arhitect este John Andrews, alături de care au lucrat arhitecți precum Webb, Zerafa, Menkes sau Housden, dar și Eastern Structural Division.